# Veronika Kudermetova
Veronika Eduardovna Kudermetova (n. 24 aprilie 1997, Kazan, Tatarstan, Rusia) este o jucătoare rusă de tenis. Cea mai bună clasare a simplu este locul 9 mondial, în octombrie 2022 iar la dublu locul 2 mondial, în iunie 2022. Ea a ajuns într-o finală de Grand Slam la Campionatele de la Wimbledon din 2021 la dublu feminin, în parteneriat cu compatriota Elena Vesnina. 
Kudermetova a câștigat primul ei titlu WTA la simplu la Charleston Open 2021 și primul ei titlu WTA la dublu la Wuhan Open 2019, în parteneriat cu Duan Yingying. Și-a făcut debutul pe tabloul principal al turneului WTA la simplu la Porsche Tennis Grand Prix 2018 și la dublu la Cupa Kremlin din 2014, în parteneriat cu Evgeniya Rodina.